# 木村尚樹
木村 尚樹（きむら なおき）2月19日生まれは、日本の写真作家・写真美術作家。
大阪市生まれ、京都市出身。アメリカ合衆国・ニューヨーク市在住。
東京をも拠点に活動。

## 経歴
大阪生まれ。京都市は西陣で幼少時代を過ごす。中学校時代に大阪府吹田市に移転、高校卒業時まで在住。東京綜合写真専門学校入学を機に上京、特待生奨学金（学費免除）授与。

在学中より並行して慶應義塾大学へ入学、美学美術史学を専攻。
1987年、米国ハーバード大学（VES）へ編入学を機に渡米。Prof. Jack Lueders-Booth等に師事。同大学大学院を修了（美術史）。後Doctoral Advisorを得、1993年に論文審査を経てニューヨーク移住後にPh.D (in Fine Art)を取得（Harvardでなく）。修学中よりファインアートとしての写真のあり方を模索する。
1990年よりニューヨークへ居を移し、アートギャラリーとの作品制作費を含むアーティスト契約にてフィレンツェ（イタリア）滞在、それを機に写真作家活動を開始。モノクロームを基本とする「オリジナル・プリント」作品のみを手がける。その後、オリジナル・プリント作品を扱う欧米の既存市場での活動を経て、コレクターを主としたニーズに対応。また国内外問わず、企業等へのブランディング需要に対し、多くの作品イメージを提供している。
ニューヨーク・マンハッタン在住。
2017年より東京をも拠点に活動（二拠点)。

## 作風
通底のテーマとして、自身が「凪」と称する「ゆらぎ」の感得と表現化。モチーフとして、イタリア及びルネサンス期等の歴史的背景を持つ空気感を有する場所を中心に制作されている作品が主体。
建築物を独自の感性で切り取るスタイルも多く見られ、建築家とのコラボレーション等、作品として制作されるシリーズもある。
2018年の個展以降には、日本をモチーフにした作品も手掛けている。
自身が印象する「美」を探究し、その完成を求める試みに写真という「創造」を選んでいるとする。その一つの答えが「凪」であり「揺らぎ」であって、言うなれば、花鳥風月を「もののあはれ」として紡ぎだすようなものかもしれないという。
それが現在の表現基盤となっている。「凪」という概念は感性に委ねるものとし、その事象（現象）は空間と時間軸の交わる瞬間のアトリビュートとして置いている。
モノクローム写真の持つ、現実を明確に抽象化する特性は、作風の中核を担う。

## 信条
「”美しい“は本能である。（“美しい”とはひとつの感情であって、人の本能に帰属する。）」

## 受賞
- Black & White. Portfolio Contest Awards  (USA); Annuale Awards 2006, Merit Award 受賞[13]
- Black&White Spider Awards 3rd Edition.2007 (Int.l.); Annual Awards Nominee.(ノミネート)[3][14]
- Black & White Spider Awards 19th Edition.2024(Int.l.);Annual Awards Nominate.[15]
- 写真集「凪-nagi-」：YPP Graphic Arts 2014 YPP Award 受賞　 第56回全国カタログ・ポスター展：奨励賞[16]

## 写真集
- 「凪-nagi-」（新日本出版社）2014年10月15日発刊
   　(YPP Graphic Arts 2014 YPP Award 受賞作品)
  - 寄稿:「凪と爆風」堀江敏幸 著　書下ろしエッセイ収録。

## 作品・連載
- 「Il Concerto」1991年 作品集（伊カンティーニ出版社）
- 「東京国際フォーラム」1996年 撮り下し
- 「幸せの瞬間」2003年 連載 ヴァンテーヌ誌（アシェット婦人画報社）
- 「凪の記憶」2004年 連載 モダンリビング誌（アシェット婦人画報社）
- 「Art in MoMA アートに出会う瞬間」2005年 連載（アシェット婦人画報社）
- 「凪の象徴（しるし）」2006年 連載モダンリビング誌（アシェット婦人画報社）[3][12]

## 個展・展示
- 2024年「木村尚樹 展　凪翳　- nagiei -　in praise of shadows as lullscape」 茶 no ma[17]
- 2024年「木村尚樹 個展　光陰－ a time flies as lullscapes」京都 蔦屋書店 [18]
- 2023年「木村尚樹 展　静寂の響－Echoes of Silence－／喧噪との調和」下北沢スパイシィ・ストーリィズ[19]
- 2023年「木村尚樹 展　the tranquility as lullscape -凪景- "nagi" In praise of shadows」Sho+1 Gallery [20]
- 2022年「木村尚樹 “nagi” on the edge of Milestone – 展」Fireking Café [21]
- 2021年「現実と仮想－Reality and Virtuality－展」Sho+1 Gallery
- 2019年「建築と光 -建築と交わった６人の写真家達-展」Emon Photo Gallery
- 2018年「『木 村 尚 樹 展』― 凪・外伝　- nagi - anecdote ―（企画展）」銀座 創英ギャラリー
- 2015年「木村尚樹『through the window -降り積もる光-』展」Emon Photo Gallery
- 2014年「木村尚樹『凪』写真集 出版記念展」Emon Photo Gallery
- 2013年「Director’s Choice Vol.3 B&W展」Emon Photo Gallery
- 2012年「Director’s Choice Vol.2」 Emon Photo Gallery
- 2011年「PORTRAIT」Emon Photo Gallery
- 2010年「Silent monochrome」Emon Photo Gallery
- 2009年「凪・NAGI」-立ち上がる、たまゆらの時-木村尚樹展  Emon Photo Gallery
- 2006年「Fine Print Auction 2006 Exhibition」VIEWPOINT Gallery
- 2005年「MLコラボレーション企画・インテリアとしての写真」 カッシーナ・イクスシー青山[3][14]
- 1992年「IL Concerto/ Naoki kimura 」Sala d'arte della casa editrice Cantini
- 1991年「L'atomosfera」Stephen Albier Gallery （Burberry New York）
- 1988年「déjà vu the shadow/ Naoki Kimura Exhibition」Harvard University Carpenter Center
- 1993年「3 days in Chinatown」イクスポージャー（渋谷PARCO）

主な参加アートフェア等：
- 2024年　Art Collaboration Kyoto 2024[22]
- 2024年　アートフェア東京 2024[23]
- 2022年　アートステージ大阪 2022[24]
- 2022年　アートフェア東京 2022[25]
- 2017年　代官山フォトフェア 2017[26]
- 2012年　東京フォト 2012[27]
- 1993年　フランクフルト・ブックフェア

## 主な作品提供・オークション等
- 「Heritage Place Boston」ロビー装飾イメージ提供1989－1991年
- 「Thai Dynasty」米Interior Design誌広告イメージ登用1988年
- 「BURBERRY  New York」ブティックデコレーション、イメージ提供1993年
- 「フランクフルト・ブックフェア」選出 伊カンティーニ出版社 1993年
- 「東京国際フォーラム」コラボレーション作品企画/ラファエル・ヴィニオリ建築事務所 Rafael Vinoly Architects (New York) オリジナルグッズ」撮り下し。
  - ポストカード メモブロック ノート レターセット（アートプリント・ジャパン） 1997年－
- 「武蔵野美術」（武蔵野美術大学出版局）イメージ提供2000年
- 「オートポイエーシス2001」河本英夫 著（新曜社）イメージ提供2001年
- 「ポストが真っ赤になるようなラブレターを書こう。万年筆の本」（宣伝会議）イメージ提供 2004年
- 「Blanco Elegante Beauty Salon」ブランディング・マネージメント及びイメージ提供 2002年－2005年
- 「 View Point Gallery - Photographic art center[28] -（カリフォルニア・ＵＳＡ）」 にて、展示及びオークション。 2007年－
- 「余白ギャラリー」イメージ提供 2010年－2014年
- 「Aio-n Ginza」土屋雅之プロデュース イメージ提供 2009年－
- 「アート・ステージ～画家たちの美の饗宴～」TOKYO MXTV タイトルバックイメージ提供 2014年－[14]
- 「サウンド・コラボレーション　LIVE- Light Mellow- Vol.1.5～Future City-Pop Edition/ 金澤寿和監修 KIWA 天王洲アイル」スライドショーコラボレイト 2019年[29]
- 「【凪-nagi-和】アートにエールを！東京プロジェクト」選出　2020年
- 「OIL by 美術手帖」作品出展及び販売　2022年－[30]
- 「makersplace」NFT作品　出展及び販売　2022年－[31]

## 人物・その他
- 大学院時代にはイコノロジーを研究しているが、作品との関連がないとは言わないとしながらも、先に文化への興味があり、「表現」を求める過程で出会った学生時代の専攻程度のものであって、「創り手」の一つの要素に過ぎないとしている。
- 日本での雑誌連載時には、写真作品と共に「文」として執筆も手がけている。手がけた文章（凪の記憶・象徴）は、「詩」と解釈されがちであるが、「韻」を意味する「Rhyme」(ライム)というカテゴリーで捉えているとしている。本来の押韻というつもりではなく、「Rhythm」（リズム）に近いとする。心象風景としての写真を伝える意味があったという[12]。
- 自書「凪-nagi-」に於いては、翻訳監修として翻訳に携わっている[7]。
- 写真集「凪-nagi-」への寄稿文は、ラファエル・ヴィニオリ　Rafael Viñoly氏（建築家）、下田結花氏（モダンリビング編集長）、 堀江敏幸氏（作家・フランス文学者・早稲田大学教授）らがそれぞれ寄せている。
- 堀江敏幸氏の寄稿：「凪と爆風」は、「仰向けの言葉」堀江敏幸 著 （平凡社）2015年6月12日発刊（単行本）ISBN 978-4582836905 に収録。
  - 本文・装丁デザインは、おおうちおさむ氏。印刷・プリンティング・ディレクターは、熊倉桂三氏[7]。
- 空手道有段者（国際空手道連盟 極真会館）[32]。

## 使用機材等
§カメラ；
- Hasselblad 500C/M
- LEICA M6J

§レンズ；
- Carl Zeiss Planar 80mm/f2.8
- Elmar 50mm/f2.8 沈胴式

## メディア活動等
ラジオ番組：
- 「アフタヌーン・パラダイス-FM世田谷(水)｜澤田知可子」ゲスト出演　2022年3月9日[33]
- 「はじめよう！フェムテック」ニッポン放送　ゲスト出演　2021年11月16日・17日・18日[34]
- 「おしゃべり美術「びじゅツイート」FM星空ステーション・八王子エフエム 77.5MHz」ゲスト出演 2019年2月10・17日[35]
- 「川久保秀一のSaturday Music Flow　むさしのFM」ゲスト出演　2018年9月8日[36]
- 『週刊メディア通信』｜高島幹雄・浜菜みやこ 第1053回　全国コミュニティFM/ミュージックバード」ゲスト出演 2018年[37]
- 「アフタヌーン・パラダイス-FM世田谷(木)｜杉真理」ゲスト出演　2018年[38]

新聞掲載：
- 信濃毎日新聞/ 作家インタビュー 2024年　令和６年１２月７日掲載；

　「もののあはれ」伝える１６点　写真美術作家　木村尚樹さん　松本市で作品展
WEB配信 :
- 松本経済新聞/ 作家インタビュー 2024年　令和６年１２月３日掲載；「松本で写真美術作家・木村尚樹さん個展」[39]
- 「Literary Revelations Publishing Journal」(U.S.A) Literary Revelations Publishing/ アーティスト・インタビュー 2023年[40]
- 「Literary Revelations Publishing Journal」(U.S.A) Literary Revelations Publishing/ アーティスト特集記事　2023年[41]

WEB動画配信 :
- 「写真美術作家　木村尚樹」シリーズ配信；BONAFIDE CLUB/　YouTube  2025年[42]